# Megistophylla andrewesi
Megistophylla andrewesi är en skalbaggsart som beskrevs av Moser 1913. Megistophylla andrewesi ingår i släktet Megistophylla och familjen Melolonthidae. Inga underarter finns listade i Catalogue of Life.